# 남부자유꼬리박쥐
남부자유꼬리박쥐(Mormopterus planiceps)는 큰귀박쥐과(자유꼬리박쥐류)에 속하는 박쥐의 일종이다. 작은사냥개박쥐, 남동부자유꼬리박쥐로도 불린다. 오스트레일리아와 인도네시아의 토착종이다.

## 특징
작은 박쥐로 머리부터 몸까지 길이는 54~55mm, 어깨 길이는 30.6~35.7mm이다. 꼬리 길이는 25~33mm, 몸무게는 최대 13g이다. 털은 비교적 길고, 등 쪽의 털은 크림색 바탕에 진한 갈색-회색인 반면에 배 쪽은 희다.

## 분포 및 서식지
오스트레일리아 남부 지역과 남동부, 뉴사우스웨일스주, 빅토리아주에 널리 분포한다. 경엽수림과 삼림, 말리 숲, 관목 지대에서 서식한다.